# 江高站 (城际)
江高站是中国广东省广州市白云区的一座建设中的城际铁路车站，为广清城际铁路的中途站，车站位于京广高铁联络线与江村编组站之间。

## 车站结构
江高站设计为无配线高架车站，站房位于正线下方，规模为7,500平方米，设210米×5米×1.25米侧式站台2座，旅客流向为“下进下出”式。

## 历史
2024年11月4日，广清城际南延线接触网工程首条接触网附加导线在本站至神山站区间架设完成；2025年6月，接触网工程首条承力索在本站至神山站区间架设完成。